# Thecla cestri
Thecla cestri är en fjärilsart som beskrevs av Tryon Reakirt 1866. Thecla cestri ingår i släktet Thecla och familjen juvelvingar. Inga underarter finns listade i Catalogue of Life.